# 弗朗西斯·布坎南-汉密尔顿
弗朗西斯·布坎南-汉密尔顿（英語：Francis Buchanan-Hamilton，1762年2月15日—1829年6月15日）为苏格兰地理学家、动物学家及植物学家。
在魚類學，偏好標記方式是Hamilton, 1822。